# Erich von Däniken
Erich Anton Paul von Däniken (* 14. dubna 1935 Zofingen, kanton Aargau, Švýcarsko) je kontroverzní švýcarský spisovatel a záhadolog, který je znám především svými knihami, v nichž píše o tom, že Zemi měli v minulosti navštěvovat mimozemšťané a ovlivňovat historii lidstva. Svoji první a asi nejdůležitější knihu, Vzpomínky na budoucnost, vydal v roce 1968 – ta ihned vzbudila veliké pozdvižení, mnoho kontroverze – Däniken obdržel spoustu kritiky, ale i sympatizanty, z nichž někteří pokračují v jeho výzkumu a považují se za alternativní nebo „ne-mainstreamové“ historické badatele, kteří nejstarší dějiny lidstva zkoumají právě z perspektivy Dänikenova axiomu. Knihy Ericha von Dänikena byly přeloženy do dvaceti jazyků. Stal se spoluzakladatelem a členem společnosti A.A.S.R.A. (Archaeology, Astronautics SETI Research Association), která sdružuje zájemce o výzkum mimozemských civilizací a dávné historie lidstva. Je rovněž považován za jednu z vůdčích postav New Age.

## Život
Narodil se v katolické rodině. Během studia na (původně jezuitském) Kolegiu St. Michael ve Fribourgu odmítl tradiční výklad bible a svůj zájem obrátil k astronomii a létajícím talířům.
Poté co byl ve věku devatenácti let podmíněně odsouzen za krádež, musel opustit školu a začal se učit hoteliérem, ale později se začal zajímat o Bibli, kterou ve škole překládal do němčiny.[zdroj⁠?!] Zjistil, že některé pasáže v Bibli připomínají věci, které jsou po překladu a dání do souvislostí známé i modernímu člověku. Začal cestovat.
Při svých cestách navštívil mnoho záhadných míst, kde byly nalezené „stopy bohů“. Prozkoumal tajemnou říši Mayů, procestoval celé Mexiko. Například nafilmoval kamenný reliéf, který nazval „Bůh, který ovládá létající stroj“, zkoumal planinu Nazca, pověsti o městech Sodoma a Gomora, zkazky o Indických létajících strojích Vimána, zabýval se řadou dalších lokalit a nevysvětlitelných událostí.[zdroj?]
Několikrát byl odsouzen za podvody a daňové úniky.
Nyní žije ve své vile v horách ve švýcarském Beatenbergu a stále pořádá přednášky.

## Zastávané názory

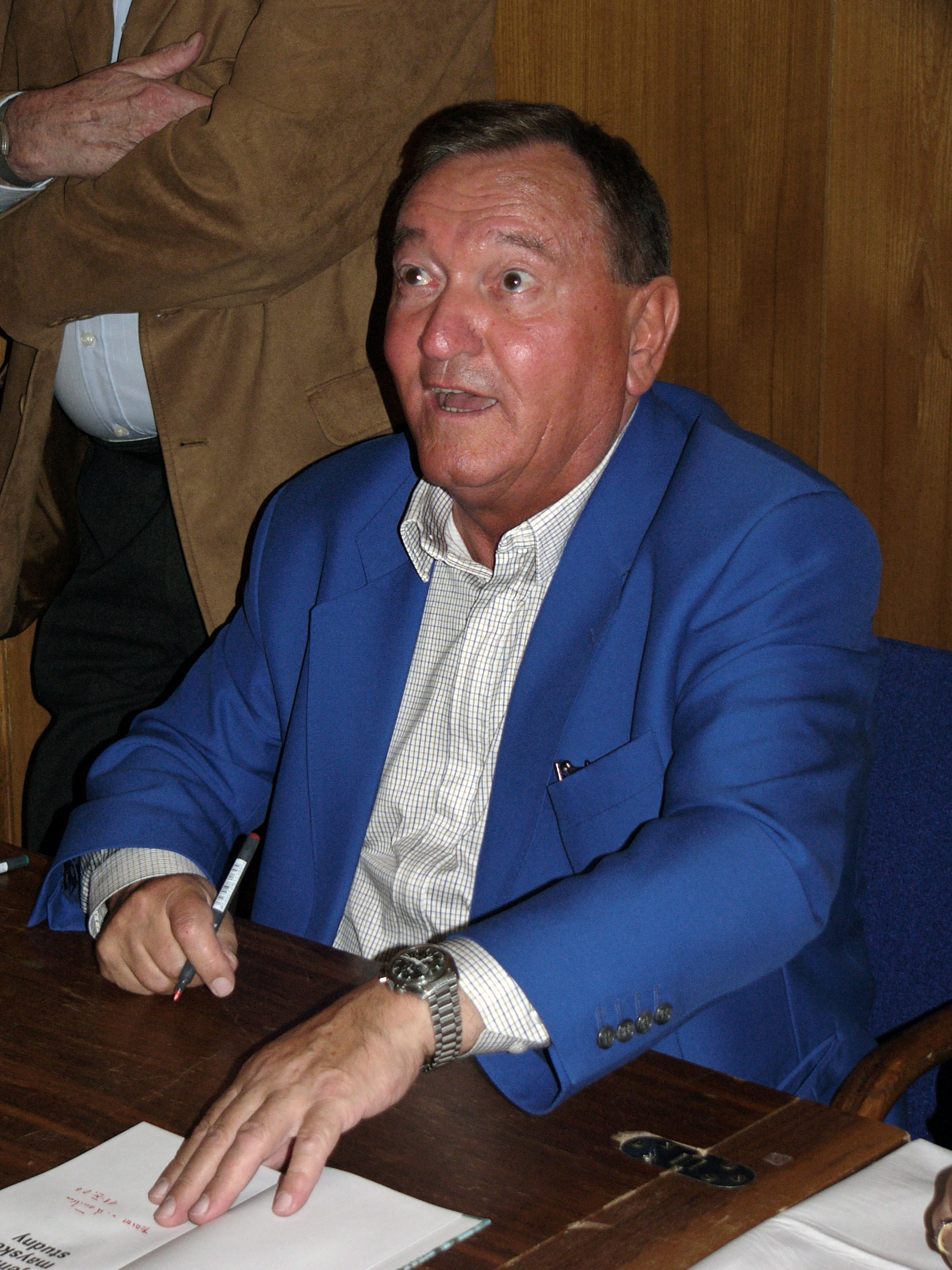
Erich von Daniken

Podle Dänikena jsou dějiny lidstva ve svých hmotných i písemných pramenech vyplněny odkazy a důkazy toho, že v minulosti došlo opakovaně a na mnoha místech k setkání člověka s vyspělou mimozemskou civilizací, jejichž zástupci – díky svým schopnostem a pokročilé technologické úrovni – byli vnímáni a uctíváni jako bozi, předávali lidem některé jejich technologie, nechávali si stavět chrámy a pravděpodobně upravovali lidský genom, aby z něj eugenicky „šlechtili“ inteligentnější a schopnější jedince.
V březnu 2007 mu Český klub skeptiků Sisyfos udělil zlatý Bludný balvan v kategorii jednotlivců za „matení veřejnosti v oblasti historie, archeologie, medicíny, kosmonautiky a dalších oborů, a zejména za grandiózní nedůvěru ke schopnostem předků“.

## Vztah k Česku
Poprvé navštívil Däniken Česko v rámci turné v roce 2005, kdy v Praze uspořádal velkou autogramiádu v Domě knihy Kanzelsberger na Václavském náměstí a dvě přednášky v Kongresovém centru.
Na podzim 2024 navštívil Česko s přednáškovým turné.

## Dílo
Tituly bez českého překladu v závorce nevyšly česky. Data uvádějí první vydání. Některé byly přeloženy vícekrát různými překladateli a pod odlišnými názvy, jako třeba Ve stopách všemocných (1993) a Po stopách všemocných (1996).
- 1968: Erinnerungen an die Zukunft (Vzpomínky na budoucnost, 1969)
- 1969: Zurück zu den Sternen (Zpět ke hvězdám, 1992)
- 1972: Aussaat und Kosmos (Setba z vesmíru, 1993)
- 1973: Meine Welt in Bildern
- 1974: Erscheinungen
- 1977: Beweise – Lokaltermin in fünf Kontinenten (Důkazy z pěti kontinentů,1992)
- 1978: EvD im Kreutzverhör (Křížový výslech, 1992)
- 1979: Prophet der Vergangenheit (Prorok minulosti, 1994)
- 1981: Reise nach Kiribati (Cesta na Kiribati, 1995)
- 1982: Strategie der Götter (Strategie bohů, 1993)
- 1983: Ich liebe die ganze Welt (Miluji celý svět, 1997)
- 1984: Der Tag, an dem die Gotter kamen (11. srpen 3114 př. Kr., den, kdy přišli bohové, 1994)
- 1985: Habe ich mich geirrt? (Mýlil jsem se? Nové vzpomínky na budoucnost, 1994)
- 1987: Wir alle sind Kinder der Götter (Všichni jsme děti bohů, 1991)
- 1989: Die Augen der Sphin (Oči sfingy, 1995)
- 1990: Die Spuren der Ausserirdischen (Stopy mimozemšťanů, 1996)
- 1991: Die Steinzeit war ganz anders (Doba kamenná byla docela jiná, 1993)
- 1991: Die Rätsel im alten Europa (Záhady staré Evropy, 1993)
- 1992: Der Götter-Shock (Šok z bohů, 1995)
- 1993: Raumfahrt im Alterturn, Auf den Spuren der Allmachtigen (Vesmírné lety ve starověku, 1994)
- 1993: Auf den Spuren der Allmachtigen (Ve stopách všemocných, 1993)
- 1993: Das Erbe von Kukulkan (Odkaz boha Kukulkana, 1994)
- 1994: Botschaften und Zeichen aus dem Universum (Znamení z vesmíru, 1998)
- 1995: Der jüngste Tag hat längst begonnen (Soudný den dávno nastal, 1996)
- 1997: Zeichen für die Ewigkeit (Poselství věčnosti, 1998)
- 1999: Im Namen von Zeus (Ve jménu Dia, 2000)
- 2001: Die Götter waren Astronauten (Bohové byli astronauti, 2002)
- 2001: Die seltsame Geschichte von i li und Yum (Tajemství mayské studny, 2005)
- 2003: Für 100 Franken die ganze Welt und andere Geschichten (Zlomek času, 2005)
- 2004: Jäger verlorenen Wissens (Lovci ztraceného vědění, 2005)
- 2006: Tomy und der Planet der Lüge (Planeta lhářů, 2007)
- 2007: Falsch informiert! (Nové důkazy, 2008)
- 2008: Brisante Archäologie (Výbušná archeologie, 2009)
- 2009: Götterdämmerung (Návrat bohů 2012, 2010)
- 2010: Gruße aus der Steinzeit (Pozdravy z doby kamenné,2011)
- 2011: Was ist falsch im Maya-Land? (Omyly v zemi Mayů 2012)

V roce 1970 vznikl dokumentární film Vzpomínky na budoucnost na základě jeho první knihy. V roce 2009 začal The History Channel vysílat seriál Ancient Aliens (Vetřelci dávnověku), vycházejícího z velké části z Dänikenova výzkumu.[zdroj⁠?!]